# イドリス・アローマ
イドリス・アローマ（Idris Alooma）は、16世紀後半のカネム・ボルヌ帝国の皇帝（在位：1571年 - 1603年）。チャド湖南西岸のボルヌ地方だけとなっていた帝国領土をカネム地方に再び広げ、帝国の最盛期を現出した。
イドリスはメッカに巡礼を行いハッジとなった際、火縄銃の威力を知り、オスマン帝国と通商関係を結んで鉄砲を入手し、鉄砲隊を組織して北のカネム地方や東のブララ人、北東のザガワ人、西のハウサ人を打ち破り、13世紀以降帝国の支配から外れていた帝国発祥の地・カネム地方を再征服して、チャド湖を取り囲む大帝国を築き上げた。
また内政では農耕の改良・進歩に力をつくし穀物をはかる計量の単位を制定した。通商を重視し、岩塩のあるビルマ（現ニジェールの町）やカネムの北のフェザーン地方を征服し、そこを足がかりとしてオスマン帝国とのサハラ交易を盛んにし、西のハウサ諸王国ともコーラ（植物）や象牙の交易を行った。
敬虔なイスラム教徒で数多くのモスクを建て、密通、性的無軌道、異教信仰にも厳しい態度で臨んだ。それは、政治権力ではなく導師に判断を委ねたため地方首長たちは政治に専念でき、その統治下では群盗は姿を消したという。